# Augustinas Voldemaras

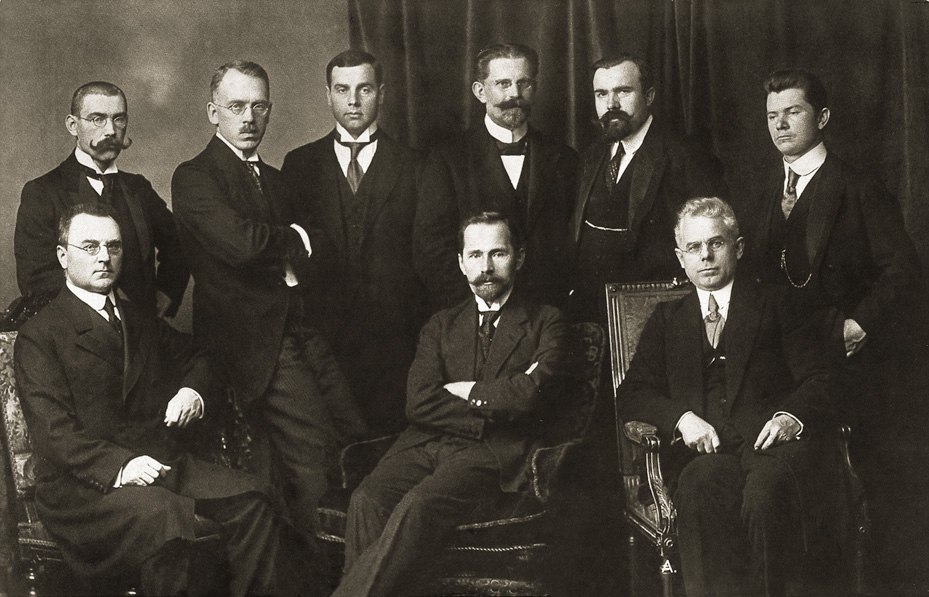
Augustinas Voldemaras (de pé à direita) em 1918.

Augustinas Voldemaras (16 de abril de 1883 – 16 de maio de 1942) foi uma figura política nacionalista lituano. Ele serviu como o primeiro primeiro-ministro da Lituânia em 1918, e novamente de 1926 a 1929.

## Carreira
Ele serviu brevemente como o primeiro primeiro-ministro do país em 1918 e continuou servindo como ministro das Relações Exteriores até 1920, representando o jovem estado lituano na Conferência de Paz de Versalhes e na Liga das Nações. Depois de algum tempo na academia, Voldemaras voltou à política em 1926, quando foi eleito para o Terceiro Seimas.
Insatisfeito com o governo de esquerda do presidente Kazys Grinius, Voldemaras e seu colega nacionalista Antanas Smetona apoiaram o golpe de estado militar em dezembro de 1926 e ele foi nomeado primeiro-ministro pela segunda vez. Um orador brilhante, Voldemaras representou a ala radical da União Nacionalista Lituana que era cada vez mais crítica das políticas mais moderadas do presidente Smetona. Smetona removeu Voldemaras do cargo em setembro de 1929 e exilou-se em Zarasai. Voldemaras foi preso em 1934 após o golpe fracassado contra Smetona e cumpriu pena de prisão até ser exilado na França em 1938. Retornando à Lituânia logo após a ocupação soviética da Lituânia, ele foi prontamente preso pelas autoridades soviéticas e morreu sob sua custódia em Moscou.